# Logic
Sir Robert Bryson Hall II (Gaithersburg, Maryland, 22 de janeiro de 1990), conhecido artisticamente como Logic, é um rapper, cantor, compositor e produtor musical estadunidense. Criado em Gaithesburg, Logic desenvolveu interesse pela música quando estava na adolescência e, em 2009, aventurou sua carreira musical ao lançar a mixtape Logic: The Mixtape, sob o nome de "Psychological". Em 2010, lançou outra mixtape, Young, Broke & Infamous. Antes de lançar mais três mixtapes, assinou um contrato musical com a gravadora Visionary Music.
Sua terceira mixtape, Young Sinatra: Welcome to Forever, lançado em 2013, recebeu críticas positivas e garantiu ao rapper um contrato com a gravadora Def Jam. Em outubro de 2014, lançou seu primeiro álbum de estúdio, Under Pressure, que alcançou a quarta posição na Billboard 200 dos Estados Unidos. O álbum, ganhou a certificação de ouro pela Recording Industry Association of America (RIAA), devido a marca de 171.000 cópias vendidas. The Incredible True Story, o segundo álbum de estúdio do rapper, foi lançado em novembro de 2015, recebendo certificação de ouro devido as 185.000 cópias vendidas. Em 2016, lançou sua sexta mixtape, chamada Bobby Tarantino.
O terceiro álbum de estúdio do rapper, Everybody, foi seu primeiro trabalho musical a alcançar a primeira posição nos charts estadunidenses, com 247.000 cópias vendidas.  Além de levá-lo ao top 10 internacional, o single 1-800-273-8255 entrou para a terceira posição na Billboard Hot 100.

## Vida e carreira
Descendente de pai afro-americano e mãe caucasiana, Logic nasceu em 22 de janeiro de 1990, no Shady Grove Hospital. Logic passou grande parte da sua juventude na vizinhança de West Deer Park, em Gaithersburg. Seu pai sofria de vício em drogas e sua mãe sofria de alcoolismo. Apesar da ausência paterna durante a infância, Logic conseguiu se conectar ao seu pai, devido à carreira de rapper. Durante os primeiros anos de sua adolescência, Logic testemunhou seus irmãos produzindo e vendendo cocaína para os viciados do bairro. Devido à experiência familiar, Logic diz que sabe exatamente como fabricar e produzir cocaína. Durante a juventude, estudou na Gaithersburg High School. No entanto, não terminou o ensino médio e foi expulso depois que sua assiduidade nas aulas foi diminuindo. Sobre a expulsão, o rapper afirmou que falhou em todas as disciplinas e que isso ocasionou a sua expulsão da instituição.

### Relacionamentos e vícios
Para se dedicar ao mundo da música em tempo integral, Logic rompeu seu relacionamento de cinco anos no ano de 2009. Sobre o término e a relação com a sua música, o rapper afirmou que "você pode colocar tudo em um relacionamento, mas não significa que você irá conseguir. Quando criei minha primeira mixtape, percebi que tudo o que eu coloquei em minha música - as horas, o lirismo, o tempo, o ritmo, a dor, o suor, o sangue e as lágrimas - eu iria recuperar.". Comentou ainda, dizendo que "sinto que alguns artistas não são totalmente artistas. Muitos querem apenas o brilho, o glamour e as mulheres, mas eles não entendem que tudo que eu quero fazer é rima. Tenho sacrificado meus relacionamentos de amizade e família, porque tenho sido honesto em toda a minha vida." Em 22 de outubro de 2015, casou-se com a cantora Jessica Andrea.
Logic se refere a si mesmo como um pothead (pessoa que fuma maconha habitualmente). Afirmou que "eu não bebo, eu não fumo erva. Eu costumava fumar, eu costumava ser um grande pothead quando eu era mais jovem, mas eu não fumo mais. Posso beber um champanhe ocasionalmente." No entanto, Logic teve um sério vício com cigarro, dedicando a música "Nikki", do álbum Under Pressure, para retratar sobre o assunto. Na canção, ele fala sobre o vício em cigarro desde os treze anos de idade, e diz que mesmo, ao desistir da maconha e do álcool, só conseguiu coragem para desistir do fumo em 2014. O rapper possui um canal no YouTube em que publica vídeos sobre seus jogos de vidogame favoritos.

### Influências
Logic cita Frank Sinatra como sua principal inspiração. A influência de Sinatra pode ser vista em vários aspectos da personalidade de Logic. O rapper descreve os fãs como BobbySoxers, além de se referir como "Young Sinatra". Quando criança, sua mãe o fez assistir a vários filmes em preto e branco, que passaram a fazer parte dos gostos do cantor. Logic cita Sinatra como um instrumento que o torna capaz de se comportar e articular do modo que precisa, descrevendo Sinatra como um indivíduo que demonstrou paz, amor, graça, positividade, honra e valor.
Além de Frank Sinatra, Logic afirmou que vários artistas e grupos fizeram parte de suas inspirações musicais, incluindo A Tribe Called Quest, Outkast, Red Hot Chilli Peppers, J. Cole, Drake e o diretor de cinema Quentin Tarantino. Ao falar sobre música em uma entrevista no final de 2013, Logic afirmou que adorava todos os subgêneros do hip hop e todos os gêneros de música, o que o permite fazer a música que faz. Alem de ser um admirador nato de eminem, tanto que sao considerados bons amigos. 

## Carreira musical

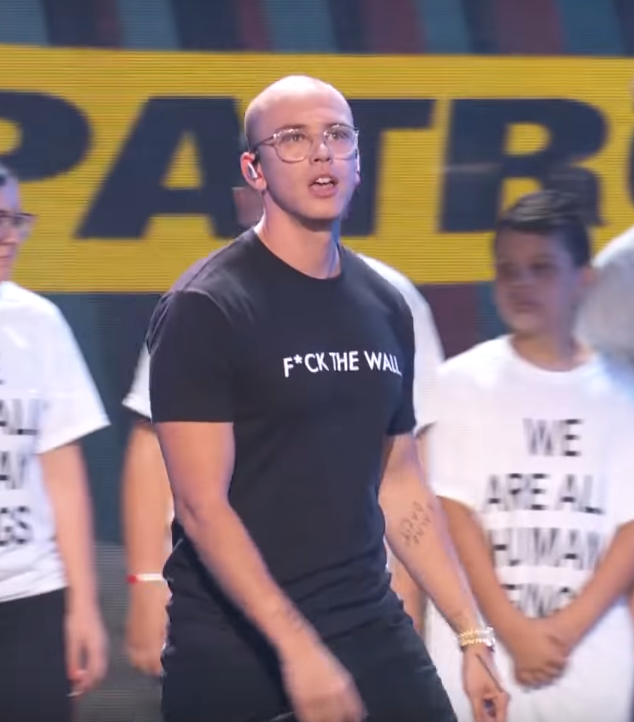
Logic and Ryan Tedder perform "One Day" at Radio City Music Hall in New York City for the 2018 Video Music Awards.

### 2005–2012: início da carreira
Aos treze anos de idade, Logic conheceu seu futuro mentor, Solomon Taylor. Após assistir ao filme Kill Bill: Volume 1, Logic despertou interesse pelo rap e hip hop. A trilha sonora do filme fora produzida pelo grupo de hip hop Wu-Tang Clan. Depois disso, Logic começou a ouvir o grupo e iniciou uma trajetória com o hip hop. Em seguida, comprou o álbum Do You Want More?!!!??!, do grupo The Roots. Com um grande acervo musical, conseguiu material suficiente para escrever suas próprias canções. Em 2009, o rapper começou a utilizar o nome Psychological, descrevendo que "é um nome que realmente me prende comigo mesmo. Gostei dessa palavra pois era sober a mente e eu sabia que isso era o que eu queria em torno de minha música: algo que desafia a mente". Já utilizando o nome artístico original, lançou a mixtape não-oficial Psychological - Logic: The Mixtape. A mixtape deu espaço ao rapper para conhecer outros artista como Pitbull, EPMD, Method Man, Redman e Ludacris, em vários shows na cidade de Maryland. Ainda em 2012, mudou o nome definitivamente para Logic.
Após estas experiências que o introduziram no campo da música, lançou sua primeira mixtape oficial, Young, Broke & Infamous, em 15 de dezembro de 2010. Seguido de críticas musicais positivas, a mixtape foi a gênese para o seguimento na carreira de Logic. Chris Zarou, presidente da gravadora Visionary Music Group, ouviu a mixtape e assinou um contrato musical com Logic. Foi confirmado que a mixtape recebeu mais de 250.000 downloads digitais, na plataforma DatPiff. Em 2011, lançou sua segunda mixtape, Young Sinatra. A mixtape faz parte da cronologia intitulada do mesmo nome da mixtape, recebendo aclamação crítica de vários portais, inclusive a revista XXL. O videoclipe de "All I Do", lançado no YouTube, ganhou mais de um milhão de visualizações na semana seguinte do lançamento.
Após o sucesso de seus trabalhos anteriores, Logic lançou sua terceira mixtape, Young Sinatra: Undeniable, em 30 de abril de 2012. A mixtape aborda inúmeros tópicos da vida de Logic, abordando questões ligadas ao futuro, à drogadição de seu pai, à expulsão da escola e ao esfaqueamento de sua mãe. Em relação à mixtape, Logic disse que "os fãs tendem a pensar que, se você se apaixona por m artista porque ele faz esse tipo de som e ele cresce, as pessoas também pensam que ele muda. Comigo, no entanto, criei a mesma sonoridade desde o início, então vocês nunca podem dizer que eu esto mudando". Comentando acerca dos aspectos da mixtape, afirmou que "existem assuntos em que algumas pessoas não prestam atenção e apenas querem se divertir, mas cada linha é construída com profundidade". Após o lançamento de Young Sinatra: Undeniable, Logic embarcou em sua primeira turnê nacional, a Visionary Music Group Tour.

### 2012–2013:Young Sinatra: Welcome to Forevere contrato musical
No início de 2013, Logic foi apresentado em uma edição da revista XXL, incluindo o artista na lista de "Top 10 Freshmen List", juntamente com Travis Scott, Trinidad James, Dizzy Wright, Action Bronson, Joey Badass, Angel Haze, Ab-Soul, Chief Keef, Kirko Bangz e Schoolboy Q. Logic terminou sua primeira turnê em março de 2013 e confirmou sua quarta mixtape, Young Sinatra: Welcome to Forever, para ser lançada em 7 de maio. Logo após, anunciou sua segunda turnê nacional, Welcome to Forever Tour. A mixtape recebeu aclamação da crítica, observando o rápido crescimento e adaptabilidade musical do rapper. No sistema de downloads DatPiff, a mixtape recebeu mais de 700.000 downloads.
Em abril de 2015, Logic assinou contrato com a gravadora Def Jam, através do produtor executivo No I.D.. Expressando seu sentimento em relação ao novo contrato, Logic afirmou que "estava ansioso para dar o próximo passo na carreira. É incrível para a Def Jam e a Visionary Music Group trabalharem juntos. Não há preço. Estou muito agradecido em fazer parte da mais emblemática gravadora de hip hop de todos os tempos". Em 2013, viajou com os rappers Kid Cudi, Big Sean e Tyler, the Creator, na turnê The Cud Life Tour 2013.

### 2013–14:Under Pressure
Em 5 de novembro, Logic revelou que No I.D., 6ix e C-Sick fariam parte da produção executiva do seu álbum de estúdio. Em 27 de janeiro de 2014, a Visionary Music Group lançou a canção "24 Freestyle". Em comemoração ao aniversário de Logic, a canção foi a primeira colaboração notável entre todos os artistas da gravadora. Em 11 de fevereiro, Logic anunciou que viajaria ao lado do trio Krewella, na turnê 2014 Verge Campus Spring Tour. Em 8 de abril, Logic lançou a canção "Now", oficialmente programada para o próximo EP, While You Wait. Em 22 de abril, lançou a canção "Alright", terceira música do EP While You Wait, com a parceria do rapper americano Big Sean. Em 7 de maio, findou o projeto com o lançamento de "Finding Forever".
No verão de 2014, anunciou que seu próximo trabalho não teria a participação de nenhum outro artista. Em 27 de agosto, lançou a canção "Driving Ms. Daisy", com o rapper Childish Gambino. Em setembro, anunciou que o álbum de estreia seria lançado em 21 de outubro. A faixa-título do álbum, que serviu como single principal, foi lançada em 15 de setembro. Em 14 de outubro, lançou um segundo single intitulado de "Buried Alive", sendo o último da cronologia de singles promocionais do álbum. Em 21 de outubro, lançou o álbum Under Pressure, que vendeu 70.000 cópias na primeira semana de lançamento e alcançou a segunda posição na Billboard R&B/Hip-Hop Albums. Em 12 de novembro, o rapper fez sua estreia televisiva no The Tonight Show Starring Jimmy Fallon, performando a canção "I'm Gone", ao lado do grupo The Roots, do rapper 6ix e do DJ Rhetorik.

### 2015:The Incredible True Story
No dia 8 de setembro, Logic lançou um trailer do álbum, informando que seria lançado no outono de 2015. A história, que leva cem anos ao futuro, começa com a Terra inabitável devido a uma intervenção humana severa. Os personagens principais começam a viajar para um novo planeta chamado de Paradise e, enquanto viajam no tempo, tocam The Incredible True Story. O trailer conta com a participação do rapper Logic, Steven Blum (Thomas), Kevin Randolph (Kai) e Anna Elyse Palchikoff (Thalia). Para promover o álbum, fez uma aparição na conferência New York Comic Con. O rapper e os participantes do filme voltaram para a New York Comic Con em 2016 para discutir a vida após de The Incredible True Story.
Em 22 de setembro de [2015]], lançou a canção "Young Jesus", primeiro single do álbum, juntamente com o rapper Big Lenbo. Em 14 de outubro, lançou "Like Woah" e, em 5 de novembro de 2015, lançou "Fade Away", como singles do mesmo álbum. Lançado em 13 de novembro de 2015, o álbum The Incredible True Story estreou na terceira posição da Billboard 200, vendendo 135.000 cópias na primeira semana de lançamento. O álbum foi o segundo lançamento comercial de Logic a alcançar a crítica de maneira positiva. Em seguida, anunciou que daria início à turnê The Incredible World Tour, na primavera de 2016. Após a conclusão da turnê, revelou que o rapper G-Eazy participaria da The Endless Summer Tour, uma turnê nacional conjunta dos rappers do ano de 2016. Além disso, os rappers YG e Yo Gotti fizeram parte da turnê. Duas semanas após o início da turnê, lançou a canção "Flexicution", música em que o rapper liberou inúmeros trechos durante meses. A canção conta com a participação da esposa do cantor, Jesica Andrea, que forneceu os backing vocals da música.

### 2016–2020:Bobby TarantinoeEverybody
Em 1 de julho de 2016, Logic lançou uma mixtape intitulada de Bobby Tarantino. Lançada inesperadamente via Twitter, Bobby Tarantino é a sexta mixtape do rapper, sucedendo Young Sinatra: Welcome to Forever de 2013. A mixtape inclui os singles "Flexicution", primeiro single do rapper na Billboard Hot 100, e "Wrist", com o rapper Pusha T. Em 3 de outubro de 2016, Logic revelou o título do seu terceiro álbum de estúdio. Originalmente intitulado de AfricAryaN, o rapper afirmo que o álbum "é sobre eu ser preto e branco e ver a vida de dois lados. É sobre a evolução cultural de como você pode ir da pele mais escura à pele mais clara. No final do dia, todos nós temos etnias diferentes em nosso sangue, por mais puro que pensemos que somos". Devido às polêmicas com conotação de raça ariana no título do álbum, em 29 de março de 2017, Logic revelou que o álbum seria chamado de Everybody (álbum de Logic. A capa do álbum foi projetada e pintada pelo artista Sam Spratt e teve a direção artística de Andy Hines. O álbum, portanto, foi lançado em 5 de maio de 2017. Em entrevista para o portal Genius, Logic disse que seu quarto álbum provavelmente seria o último álbum de sua carreira. O único single do álbum, 1-800-273-8255, foi certificado com cinco vezes platina pela RIAA. Em agosto de 2017, Logic fez uma aparição da série de comédia Rick and Morty, atuando como o headliner de um festival.

### 2020:Aposentadoria
A 17 de julho de 2020, Logic anunciou a sua aposentadoria com o lançamento do álbum "No Pressure", para "ser um óptimo pai".

## Discografia

### Álbuns de estúdio
| Título                    | Detalhes | Charts | Charts    | Charts | Charts | Charts   | Charts | Charts | Charts |                 |
| Título                    | Detalhes | US     | US R&B/HH | US Rap | AUS    | BEL (FL) | CAN    | NZ     | UK     |                 |
| ------------------------- | --- | ------ | --------- | ------ | ------ | -------- | ------ | ------ | ------ | --------------- |
| Under Pressure            | - Lançamento: 21 de outubro de 2014 - Gravadora(s): Visionary Music Group, Def Jam - Formato: CD, EP, download digital  | 4      | 2         | 2      | 79     | 173      | 8      | 26     | 88     | - RIAA: Ouro    |
| The Incredible True Story | - Lançamento: 13 de novembro de 2015 - Gravadora(s): Visionary Music Group, Def Jam - Formato: CD, EP, download digital | 3      | 1         | 1      | 43     | 105      | 7      | 27     | 47     | - RIAA: Ouro    |
| Everybody                 | - Lançamento: 5 de maio de 2017 - Gravadora(s): Visionary Music Group, Def Jam - Formato: CD, EP, download digital      | 1      | 1         | 1      | 25     | 63       | 4      | 14     | 20     | - RIAA: Platina |

### Mixtapes
| Título                                  | Detalhes                                                         | Charts | Charts    | Charts | Charts |
| Título                                  | Detalhes                                                         | US     | US R&B/HH | CAN    | NZ     |
| --------------------------------------- | ---------------------------------------------------------------- | ------ | --------- | ------ | ------ |
| Logic: The Mixtape (como Psychological) | - Lançamento: 1 de janeiro de 2009 - Formato: CD                 | —      | —         | —      | —      |
| Young, Broke & Infamous                 | - Lançamento: 15 de dezembro de 2010 - Formato: Download digital | —      | —         | —      | —      |
| Young Sinatra                           | - Lançamento: 19 de setembro de 2011 - Formato: Download digital | —      | —         | —      | —      |
| Young Sinatra: Undeniable               | - Lançamento: 30 de abril de 2012 - Formato: Download digital    | —      | —         | —      | —      |
| Young Sinatra: Welcome to Forever       | - Lançamento: 7 de maio de 2013 - Formato: Download digital      | —      | —         | —      | —      |
| Bobby Tarantino                         | - Lançamento: 1 de julho de 2016 - Formato: Download digital     | 1      | 2         | 50     | —      |